# ПФК Пирин (Благоєвград)
ПФК «Пирин» Благоєвград (болг. ПФК Пирин Благоевград) — колишній болгарський футбольний клуб з міста Благоєвград. Заснований у 1928 році як «Македонська слава», 2004 року взяв назву історичного клубу ОФК «Пирин» (Благоєвград), з яким наприкінці 2008 року об'єднався у єдиний клуб ФК «Пирин», фактично припинивши існування. Домашні матчі команда приймала на стадіоні «Христо Ботев», місткістю 7 500 глядачів.

## Хронологія назв
- «Македонська слава» (1928—1945)
- «Македонія» (1945—1948)
- «Македонська слава» (2000—2004)
- «Пирин 1922» (2004—2006)
- ПФК «Пирин Благоєвград» (2006—2009)

## Історія
Клуб був заснований у 1928 році як «Македонська слава» в місті Горна Джумая (нині — Благоєвград) в результаті об'єднання місцевих клубів «Македонія» та «Ілінден». 17 червня 1945 року він був перейменований у фізкультурне товариство «Македонія», а 1948 року приєднався до новоствореного фізкультурного товариства «Юлій Дерменджиєв» і припинив своє самостійне існування.
У 2000 році «Македонська слава» була відновлена після об'єднання з «Гранітом» (Стара Кресна). 2003 року команда зайняла друге місце у Групі Б і вперше в історії вийшла до вищого дивізіону країни, після чого переїхала у місто Симитлі та стала проводити домашні ігри на місцевому міському стадіоні.
У дебютному сезоні 2003/04 команда зайняла передостаннє місце та відразу вилетіла назад до Групи Б.
У липні 2005 року, після того як команда вдруге вийшла до елітного дивізіону, новий власник клубу Нікола Гальчев перейменував команду у «Пирин 1922» і повернув її назад до Благоєвграда. В результаті Група А сезону 2005/06 стартувала з двома благоєвградськими командами — «Пирин 1922» та ОФК «Пирин» (Благоєвград). Щоправда «Пирин» був виключений з неї вже після другого туру за борги, а «Пирин 1922» зайняв передостаннє 14 місце і вилетів за підсумками сезону. Після цього восени 2006 року, після того як історичний ОФК «Пирин» (Благоєвград) через борги втратив професіональну ліцензію, «Пирин 1922» був перейменований в ПФК «Пирин Благоевград» і під цією назвою виграв Групу Б та втретє у своїй історії повернувся в елітний дивізіон.
Сезон 2007/08 став першим для команди, в якому вона змогла зберегти прописку у найвищому дивізіоні, зайнявши високе 8 місце. В тому ж розіграші історичний ОФК «Пирин» зумів виграти свою зону аматорської Групи В і повернутись до професіонального футболу, потрапивши до Групи Б. Після цього почались переговори між керівниками двох «Пиринів» щодо об'єднання і у грудні 2008 року був створений об'єднаний ФК «Пирин» (Благоевград), який став володарем усіх клубних рекордів історичного «Пирина», що відіграв понад 20 сезонів у вищому дивізіоні, але зайняв місце новішої команди у вищому дивізіоні країни.
Через кілька місяців після об'єднання ФК «Пирин» досяг свого першого успіху — вчетверте в історії клуб дійшов до фіналу Кубка Болгарії. На шляху до цього матчу благоєвградці пройшли столичні «ЦСКА» та «Левські», але у вирішальній грі 26 травня 2009 року на стадіоні «Георгій Аспарухов» у Софії вони програли «Літексу» (Ловеч).

## Найкращі результати
- Група А: 8 місце (2007/08)
- Кубок Болгарії: Чвертьфінал 2004/05

## Відомі гравці
| - Йордан Юруков - Іліян Міцанський - Атанас Ніколов - Станіслав Манолєв - Георгі Біжев - Іван Гемеджиєв - Владимир Ніколов | - Іво Максимов - Костадин Герганчев - Петар Малинов - Антон Євтимов - Іван Топалов - Харі Бориславов | - Іліян Василев - Светослав Георгієв - Евгені Йорданов - Кирил Кристев - Антон Костанидов - Добромир Митов |